# Preisgefahr
Die Preisgefahr (seltener Vergütungs- oder Gegenleistungsgefahr) ist ein Rechtsbegriff aus dem Allgemeinen Schuldrecht. Sie betrifft die Frage, ob in einem synallagmatischen Vertrag im Zeitraum zwischen Vertragsschluss und vollständiger Erfüllung i. S. d. § 362 BGB bei einem Wegfall der Leistung nach § 275 BGB die vereinbarte Gegenleistung noch zu erbringen ist, die regelmäßig in einer Geldleistung (Preis) besteht. Für den Gläubiger der Leistung bezeichnet sie das Risiko, trotz des Wegfalls der Leistung die Gegenleistung noch erbringen zu müssen, für den Schuldner umgekehrt die Gefahr, wegen des Wegfalls die Gegenleistung nicht zu erhalten.

## Grundregel
Die Preisgefahr wird im deutschen Recht im Grundsatz von § 326 Abs. 1 BGB geregelt. Wer nach § 275 BGB nicht leisten muss, der hat auch keinen Anspruch auf die vereinbarte Gegenleistung. Grundsätzlich liegt die Preisgefahr damit beim Schuldner der Leistung.
Beispiel: Käufer K kauft von Verkäufer V dessen Dackel, der direkt nach dem Vertragsschluss (aber vor der Übergabe) von einem Blitz getroffen wird. V muss nach § 275 Abs. 1 BGB nicht leisten, K muss im Gegenzug auch den Kaufpreis nicht bezahlen (§ 326 Abs. 1 Satz 1 BGB) oder kann ihn zurückfordern, wenn er schon gezahlt hat (§ 326 Abs. 4 BGB).

## Ausnahmen
Hiervon macht das Gesetz allerdings einige Ausnahmen und verlagert die Preisgefahr auf den Gläubiger.

### §326 Abs.2 Satz1, Alt.1 BGB
Ist der Gläubiger für das Leistungshindernis allein oder weit überwiegend verantwortlich, bleibt er zur Gegenleistung verpflichtet.
Beispiel: K kauft den Dackel des V, der diesmal nicht vom Blitz getroffen, sondern (vor der Übergabe) von K erschossen wird. Dieser muss den Kaufpreis bezahlen, obwohl er auf die Leistung wegen § 275 Abs. 1 BGB keinen Anspruch hat.
In den Fällen der Zweckerreichung und des Zweckfortfalls kann § 326 Abs. 2 Satz 1, Alt. 1 BGB zwar nicht ohne weiteres angewendet werden, regelmäßig besteht aber ein Anspruch auf einen Teil der Gegenleistung nach § 645 BGB analog; siehe Werkvertragsrecht. Auf Fälle der anfänglichen Unmöglichkeit kann § 326 Abs. 2 Satz 1 Alt. 1 BGB nicht angewendet werden.
Nach § 326 Abs. 2 Satz 2 BGB muss sich der Schuldner die Vorteile anrechnen lassen, die er wegen der Befreiung von der Leistungspflicht oder durch anderweitige Verwendung seiner Arbeitskraft erworben oder böswillig nicht erworben hat.

### §326 Abs.2 Satz1, Alt.2 BGB
Auch wenn die Unmöglichkeit in einem Zeitpunkt eintritt, in der sich der Gläubiger im Annahmeverzug (§ 293 bis § 304 BGB) befindet, bleibt seine Gegenleistungspflicht bestehen, sofern der Schuldner die Unmöglichkeit nicht zu vertreten hat. Zu beachten ist die besondere Verschuldensregel des § 300 BGB, nach der der Schuldner während des Gläubigerverzugs leichte Fahrlässigkeit nicht zu vertreten hat.
Beispiel: Haben K und V einen Termin für die Übergabe des Dackels vereinbart, zu dem K nicht erscheint und wird der Hund anschließend wegen einer leichten Fahrlässigkeit des V überfahren, so bleibt K nach § 326 Abs. 2 Satz 1, Alt. 2, § 293, § 296 Satz 1 BGB zur Gegenleistung verpflichtet; leichte Fahrlässigkeit hat V bei Annahmeverzug nicht zu vertreten, § 300 Abs. 1 BGB.
Streitig ist, ob in den Fällen, in denen bei einer Gattungsschuld Annahmeverzug auch ohne Konkretisierung eintritt, diese für den Übergang der Preisgefahr erforderlich ist.
Auch im Falle des § 326 Abs. 2 Satz 1 Alt. 2 BGB muss sich der Schuldner im Übrigen die in § 326 Abs. 2 Satz 2 BGB genannten Vorteile anrechnen lassen.

### Weitere Ausnahmen

#### Kaufrecht
Für das Kaufrecht bestimmt § 446 Satz 1 BGB, dass die Preisgefahr durch die Übergabe – und damit unabhängig von der Übereignung – der Kaufsache auf den Gläubiger übergeht. Satz 3 stellt klar, dass ein Übergang der Preisgefahr auch bei Annahmeverzug des Gläubigers stattfindet. Hierbei handelt sich im Verhältnis zu § 326 Abs. 2 Satz 1 Alt. 2 um eine vorrangige Sonderregelung.
Im Sonderfall des Versendungskaufs führt nach § 447 Abs. 1 BGB bereits die Übergabe an die Transportperson zum Übergang der Preisgefahr auf den Gläubiger. Die Norm gilt nach § 475 Abs. 2 BGB allerdings nicht für den Verbrauchsgüterkauf.

#### Dienstvertragsrecht
Für den Dienstvertrag bestimmt § 615 Satz 1 BGB, dass der Gläubiger im Falle des Annahmeverzugs verpflichtet ist, die aus diesem Grunde nicht geleisteten Dienste zu vergüten, wobei der Dienstverpflichtete sich nach Satz 2 dasjenige anrechnen lassen muss, was er erspart, anderweitig erworben oder böswillig nicht erworben hat; auch hierbei handelt es sich um eine vorrangige Sonderregelung zu § 326 Abs. 1 Satz 2 Alt. 2. S. 3 dehnt diese für das Arbeitsrecht auf diejenigen Fälle aus, in denen der Arbeitgeber das Risiko des Arbeitsausfalls trägt, siehe Betriebsrisikolehre.

#### Werkvertragsrecht
Für den Werkvertrag legt § 644 Abs. 1 Satz 1 BGB den Übergang der Preisgefahr auf die Abnahme der Sache. Dem steht es gleich, wenn die Abnahme fingiert (§ 640 Abs. 1 Satz 2, Abs. 2 BGB) oder durch die Vollendung des Werks (§ 646 BGB) ersetzt wird. Nach Abs. 1 Satz 2 geht die Preisgefahr (entsprechend § 326 Abs. 2 Satz 1 Alt. 1 BGB) auch im Falle des Annahmeverzugs über, nach Abs. 2 ist bei Versendung des Werks § 447 BGB entsprechend anzuwenden – die Gefahr geht dann also mit der Übergabe an die Transportperson über.
Nach § 645 BGB kann der Schuldner einen der geleisteten Arbeit entsprechenden Teil der Vergütung sowie Ersatz seiner nicht darin enthaltenen Auflagen verlangen, wenn das Werk vor Abnahme wegen eines Mangels des vom Besteller gelieferten Stoffes oder einer Anweisung von diesem untergegangen, verschlechtert oder unausführbar geworden ist.
Umstritten war früher, inwieweit § 645 Abs. 1 BGB analog angewendet werden kann: Nach einer älteren Ansicht spiegelt die Norm einen allgemeinen Rechtsgedanken wider, nach dem alle Risiken, die in der Sphäre des Bestellers liegen, zu einer (analogen) Anwendung des § 645 Abs. 1 BGB führen (sog. Sphärentheorie). Nach der heute herrschenden Gegenmeinung darf die differenzierte Regelung der §§ 644 f. BGB nicht durch eine allgemeine Sphärentheorie unterlaufen werden, so dass eine analoge Anwendung des § 645 Abs. 1 BGB nur in engen Grenzen möglich ist. Der vom Bundesgerichtshof (BGH) entschiedene Fall einer durch vom Besteller vor Fertigstellung eingelagertes Heu abgebrannte Scheune lässt, da es sich um eine vom Besteller frei verantwortlich geschaffene Gefahr handelt, Raum für eine solche Analogie. Ebenfalls bejaht wird eine Analogie von der herrschenden Meinung für Fälle der Zweckerreichung.
Beispiel: Ein freizuschleppendes Schiff kommt durch einen Sturm selbst frei.